# Comtat de Veringen
El Comtat de Veringen fou una jurisdicció feudal del Sacre Imperi Romanogermànic a l'Alta Suàbia al modern estat de Baden-Württemberg.
Al voltant de 1535 es van ajuntar: 
- Obere Grafschaft (Comtat Superior): la vila de Veringen i els pobles de Benzingen, Harthausen auf der Scher i Veringendorf
- Untere Grafschaft (Comtat Inferior): els pobles de Langenenslingen i Billafingen.

En aquell moment el territori va passar als comtes de Zollern i fou el nucli del posterior Comtat i principat de Hohenzollern-Sigmaringen.
El blasó dels comtes de Veringen figura a l'escut de Württemberg, format per tres corns de cérvols de gules en camp daurat 

## Els comtes de Veringen
A l'edat mitjana tardana es desenvolupaven les noves formes de dominació. Al lloc de l'encàrrec reial es va iniciar la propietat hereditària sobre un feix de diferents drets; tothom podia comerciar amb aquestos drets i un feu es podia vendre o comprar i empenyorar o hipotecar 
Els comtes d'Altshausen, a la comarca (gau) de l'Eritgau' a Suàbia Superior (septentrional), dominaven el comtat al segle XI. El primer comte conegut fou Wolfrad (+ 4 de març de 1010) pare de Woldrad II (+ 8 d'abril de 1065) que va traslladar la seva residència al Laucherttal mitjà, on va construir un castell prop del poble de Veringen. Des de llavors el comtat d'Altshausen va agafar el nom de comtat de Veringen; en aquest moment el comtat era una petita senyoria. Wolfrad va tenir quinze fills cap dels quals s'esmenta com a comte: Wolfrad III (mort jove), Herman (+1054), Werner (+1054), Manegold, Irmengarda, 10 altres fills de nom desconeguts, tots morts joves menys dos que encara vivien el 1052. A Altshausen sembla que va continuar governant una altra branca. A Veringen s'esmenten dos altres comtes, Walter (+1109) i Manegold (mort un 27 d'agost, any indeterminat segurament el 1104) que sembla diferent que un Manegold que governava a Altshausen al mateix temps i que hauria mort el 1126 i que hauria heretat Veringen on fou comte i va deixar un fill, Wolfrad que no consta com a comte. El següent comte que apareix fou Marcuard que es va apoder d'Altshausen valent-se d'uns documents falsificats a l'abadia de Reichenau, l'abat de la qual tenia estrets llaços d'amistat amb els comtes de Veringen.
Vers el final del segle XI Dieteric de Nellenburg i el seu germà Adalbert de Nellenburg es van repartir els seus dominis. Dieteric va rebre els comtats de Nellenburg i de Bürglen i va morir vers 1108 deixant dos fills (Bertold que fou comte de Marstetten (Marstetten am Iller, Württemberg) que va morir abans del 1112, deixant dues filles (Irmengarda i Hedwiga), i Eberard I, esmentat com a comte (vers 1112-1132?) i pare d'Eberard II, comte de Nellenburg (1132-1169) i d'una filla de nom desconegut casada amb Marcuard I de Veringen que van reclamar la successió.
També presentaven reclamació la branca col·lateral d'Adalbert de Nellenburg (+ 1124) que va rebre l'advocacia o protectorat sobre Allerheiligen a Schaffhausen i Pfaffen-Schwabenheim (1098-1124), el comtat de Mörsberg (1105-1124) i el comtat de Dill (1107-1124) casat amb Matilde de Mousson, filla de Teodoric de Mousson (Bar) que li va aportar en dot possessions a Saint-Denis ("Blitestorp, Tatingum, Sulces, Fardulviler, Fehingas, Viler, Hoenchirche, Torneswile, Pretene") i va deixar dues filles: Irmentruda, monja, i Matilde (+ vers 1180) casada amb Meginard comte de Sponheim (fill d'Esteve I de Sponheim), hereu del comtat de Mörberg mort vers 1140 i fundador del monestir de Pfaffenschwaben; vers 1145 es va casar en segones noces amb Adalbert I de Dillingen i Winterthur (amb Kyburg) (+1151) fill de Hartman I de Dillingen i d'Adelaida comtessa de Winterthur.
El 1170 Marcuard I va ocupar Nellenburg i va agafar el títol de comte de Nellenburg. Marcuard va morir abans de 1172, deixant tres fills: Ulric que fou abat del Sankt Gallen 1198-1199 i va morir el 15 de gener de 1200; Enric, co-comte de Veringen i Nellenburg que va morir sense fills a la croada l'1 de setembre de 1190; i Mangold, esmentat com a comte de Veringen entre 1150 i 1186 i comte també de Nellenburg des de 1170/1172, que va deixar vuit fills: Gebard (+ 1185), Wolfrad comte de Veringen i Nellenburg (+1216), Eberard (+12 de gener de 1186) co-comte de Veringen i Nellenburg, Marcuard (+ entre 1196 i 1213), Enric de Veringen, bisbe d'Estrasburg el 1202, mort el 9 de març de 1223, Willibirga o Willibirgis casada amb Rodolf I de Vaz (fill de Walter I de Vaz) esmentada el 1169, Godofreu (esmentat el 1193) i Dieteric (esmentat el 1202).
Wolfrad va morir el 1216 i del seu matrimoni amb Berchun de Kirchberg va tenir vuit fills: Wolfrad (monjo mort abans de 1220), Eberard (mort a Itàlia vers 1117), Manegold, comte de Nellenburg casat amb Elisabet de Montfort filla d'Hug I de Montfort (mort després del 1229), Wolfrad (II) comte de Nelleburg i de Veringen (vers 1224-1237), un fill mort jove, una filla (Agata?) casada amb Hartman de Württemberg (fill de Lluís II de Württemberg), Hildegarda casada amb Conrad, truchsess de Waldburg, i Matilde.
Manegold va seguir la línia de comtes de Nellenburg extingida el 1422 (el seu blasó fou el de Veringen, però en atzur sobre camp d'or). Wolfrad II va iniciar una línia nova de comtes de Veringen en la que el va succeir el seu fill Wolfrad III. Va morir el 1257 i va deixar dos fills: Wolfrad IV que el va succeir a Veringen, i Hedwigis que amb dispensa papal per consanguinitat (datada el 2 d'octubre de 1252, es va casar amb Hartman I de Gröningen. La seva dot va reduir altre cop els dominis dels Veringen, completat amb vendes a Schenkungen i el monestir de Heiligkreuztal. En canvi es va adquirir l'àrea de Laucherttal per la part de l'herència dels Gammertinger, que no és clar si fou per casament o per un altre tipus d'herència. Vers 1250 Wolfrad IV el Jove fundava la ciutat de Riedlingen i en aquest temps també es va formar la vila de Veringen o Veringenstadt que va rebre dret de mercat el 1285 i tenia des de la primera meitat del segle 14 un segell propi. A Wolfrad IV el va succeir el seu fill Enric el Jove que va fundar vers 1270 el castell de Neuveringen a l'est de Riedlingen. Va heretar del seu oncle Enric el Vell possessions a l'Alta Suàbia. Però Enric tenia necessitat de diners i va decidir vendre el comtat a Rodolf IV d'Habsburg, el que es va concretar el 1291, el mateix any que moriria Rodolf. Els successors no van tardar a empenyorar el comtat als propis antics comtes de Veringen.
El comte Enric de Veringen, un net o besnet del precitat Enric el Jove, es veia obligat el 1344 i 1359 a vendre la penyora als seus familiars els Württemberger. La decadència de la seva família no es va aturar. La resta de les possessions dels Veringen fou venuda al comte Eberhard de Werdenberg (que residia a Trochtelfingen) el 1399. La línia principal dels Veringen es va extingir el 1415. El 1459 per mitjà d'un enllaç matrimonial, el comte de Wurttemberg va renunciar a la penyora del comtat a favor de Joan de Werdenberg que havia comprat els drets als Habsburg.
Els dominis al "Comtat inferior" amb Enslingen (avui: Langenenslingen), Billafingen i Hof Warmtal també fou empenyorada al final del segle XIII als Habsburg. Després de diversos canvis de propietat finalment va passar en penyora a Wurttemberg i va compartir després el destí del "Comtat Superior".
Cristòfol de Werdenberg va morir el 1534, sense deixar descendents masculins. En la disputa per l'herència al voltant dels béns propis dels Werdenberg el seu gendre Frederic II de Fürstenberg era l'hereu. Quant al comtat de Veringen i també el comtat de Sigmaringen va presentar l'Àustria la seva reclamació derivada dels drets de penyora, i va adquirir la propietat per donar-la el 1535 al comte Carles I de Hohenzollern en feu. A la divisió d'herència de 1576 els Hohenzollern van vendre el comtat de Veringen a la línia Hohenzollern-Signaringen però va seguir com a feu austríac fins a la dissolució de l'Imperi el 1806. Hohenzollern-Sigmaringen va passar a Prússia el 1850.
Din del Baden-Wurttember, segons la llei de 1973 l'antic comtat Veringer correspon a tres districtes:
- Veringenstadt amb Veringendorf al landkreis de Sigmaringen,
- Harthausen i Benzingen (com a parts del municipi de Winterlingen) al landkreis de Zollernalbkreis,
- Langenenslingen amb Billafingen al landkreis de Biberach.